# Ingmāra Balode
Ingmāra Balode (née le 29 janvier 1981 à Auce en Lettonie) est une traductrice et poète lettone.

## Biographie
Diplômée de l'École d'Arts appliqués de Riga (Rīgas Lietišķās mākslas koledža), elle est titulaire d'une licence et d'un master de l'Académie de la Culture de Lettonie (Latvijas Kultūras akadēmija (lv)) où elle prépare actuellement un doctorat. De 2006 à 2011, elle travaille comme rédactrice pour le portail culturel 1/4 Satori et, depuis 2012, pour la maison d'édition Mansards. Elle publie de la poésie depuis la fin des années 1990. Ses premiers poèmes sont réunis dans le recueil 21 no 21. gadsimta (1999). Deux autres volumes ont suivi en 2007 puis 2012. Des poèmes d'Ingmāra Balode sont traduits en anglais, français, lituanien, ukrainien, polonais et tchèque.
Ingmāra Balode traduit de la prose, essentiellement à partir du polonais et de l'anglais. Elle traduit également des poètes tchèques, slovaques et russes. Ses travaux les plus remarqués sont ses traductions de Dorota Masłowska Wojna polsko-ruska pod flagą biało-czerwoną (en français Polococktail Party) et de Hanna Krall Zdążyć przed Panem Bogiem (en français Prendre le bon Dieu de vitesse), ainsi que la composition d'une anthologie de poèmes d'Adam Zagajewski réunis en letton sous le titre de Svešā skaistumā (2009). Elle a également publié des œuvres Tadeusz Dąbrowski ou Jacek Dehnel ainsi que des nouvelles de Sławomir Mrożek.
Elle est à l'initiative d'une émission radiophonique hebdomadaire dédiée à la poésie Bronhīts sur radio NABA. Membre de la Société des écrivains de Lettonie (Latvijas Rakstnieku savienība) depuis 2006. Primée à deux reprises dans le cadre du Prix annuel de Littérature (Literatūras gada balva) : Prix du meilleur premier recueil poétique et Prix du meilleur recueil (pour son deuxième livre). Sa sélection de poèmes d'Adam Zagajewski a reçu le prix de la traduction poétique de la revue Latvju Teksti balvu atdzejā en 2010. Ses traductions des livres de Mikołaj Łoziński ont été récompensées par le prix Jānis Baltvilks (Jāņa Baltvilka balva - 2012).

## Publications

### Poésie
- Ledenes, ar kurām var sagriezt mēli. Rīga: 1/4 Satori, 2007.
- Alba. Rīga: Mansards, 2012.

### Traductions
- Nīls Geimens. Nekadiene. Rīga: AGB, 2005.
- Hanna Krāla. Paspēt brīdi pirms Dieva. Rīga: Dienas grāmata, 2005.
- Dorota Maslovska. Poļu-krievu karš zem sarkani baltā karoga. Rīga: Dienas grāmata, 2007.
- Mikolajs Ložiņskis. Reisefieber. Rīga: 1/4 Satori, 2008.
- Ādams Zagajevskis. Svešā skaistumā. Rīga: 1/4 Satori, 2009.
- Mikolajs Ložiņskis. Būtnes bēg. Rīga: Liels un mazs, 2011.
- Mikolajs Ložiņskis. Grāmata. Rīga: Mansards, 2014.